# Tritoma bipustulata
Tritoma bipustulata е вид бръмбар от семейство Erotylidae. Видът не е застрашен от изчезване.

## Разпространение и местообитание
Разпространен е в Австрия, Беларус, Белгия, Босна и Херцеговина, България, Великобритания, Германия, Гърция, Дания, Естония, Испания, Италия, Латвия, Лихтенщайн, Нидерландия, Норвегия, Полша, Португалия, Русия (Европейска част на Русия и Калининград), Словакия, Словения, Украйна (Крим), Унгария, Финландия, Франция, Хърватия, Чехия, Швейцария и Швеция.
Обитава гористи местности, пасища и степи.

## Описание
Популацията на вида е стабилна.